# 麻雀共和国じゃんぐりら
『麻雀共和国じゃんぐりら』（マージャンきょうわこく じゃんぐりら）は、シャノアールより1998年4月に発売されたMicrosoft Windows用ゲームソフト。
内容は思考ルーチンを用いた麻雀ゲーム。同年12月には光栄（後のコーエーテクモゲームス）のパブリッシングにより『たのしい麻雀』のタイトルでPlayStation版が発売された。

## 概要
「麻雀共和国 じゃんぐりら」の舞台となる世界では、大統領選出は麻雀の勝負で決定する。プレイヤーは候補者の1人として、対戦相手となる立候補者達との麻雀勝負を打ち勝っていき、麻雀共和国初代大統領の地位に就くことが本来の目的。

## 登場人物
マーシャン地区
ウアッ・ウア（CV：）
引っ掛けリーチが得意。
セイクリッド（CV：）
荒れ場が非常に苦手で槓ドラが増やされるとすぐに降りてしまう。
テンタラクト（CV：）
謎多き宇宙人。
ドラドラド地区
恵比寿（CV：緒方賢一）
七福神の一人。優柔不断を絵に描いたような麻雀。
弁財天（CV：）
七福神の一人にして紅一点。積極的にリーチを仕掛けるタイプで、暗槓以外は滅多に鳴く事はない。
副老寿（CV：）
七福神の一人。遠慮深い老人でその性格が裏目に出ることも。
チーポンポン地区
チー助（CV：）
雀。鳴き麻雀が得意だが、状況によっては手牌を減らす。
コン吉（CV：長島雄一　　現：チョー）
狐。
ニャン太（CV：）
猫。ダマテンを多用にするので、リーチをあまりかけない。
スッカラカン地区
ネモリーノ（CV：）
明るく楽しい麻雀を仕掛ける。大役狙いで波が激しい。
フィガロ（CV：）
生真面目で頑張り屋だが、報われないこともしばしば。
カラフ（CV：）
芸術家肌の政治家。
テンパリウド地区
ジャキルソン（CV：）
怪人風の男。リーチ、喰い仕掛けを上手く使い分ける。元ネタはジャック・ニコルソン。
ウーバー（CV：）
聖職者風の女性。見かけによらず、槓ドラを増やして場を荒らす。元ネタはウーピー・ゴールドバーグ。
マコルキン（矢島晶子）
一家の末弟風の少年。降りが上手で辛抱強い。元ネタはマコーレー・カルキン。
リヅモノクニ地区
日本武尊（CV：）
リーチ麻雀が得意だが、役におぼれる事も。
はにわ（CV：）
がらんどうで麻雀を打てるのかと噂されているが、実際はかなりの腕前。
天照大神（CV：）

ミックハウゼン地区 
アリス（CV：）
不思議の国の少女。はねっかえりな性格ではあるが攻守のバランスを兼ね備えた麻雀を打つ。
白雪姫（CV：）
小国の姫君で大人しく用心深い。リードしているときは積極的に守りを固める。
赤ずきん（CV：）
とある村の孫娘。喰い仕掛けも上手く使いこなすため、荒れ場も得意。
アバラキア地区
ドラキラン（CV：）
ヴァンパイア、相手のリーチをかわしつつ、巧みに喰い仕掛けてあがる。
ヴォルフ（CV：）

フランキス（CV：）

カンドーラ地区
悟空（CV：）
手役重視型で強気の攻攻めに出るオールラウンダー。
八戒（CV：）
リャンカン系からのもろ引っ掛けが脅威。
悟浄（CV：）

パッケージ裏に記載の声優
浅野まゆみ　一城みゆ希　川崎恵理子　松井菜桜子　矢島晶子
緒方賢一　長島雄一　成田剣　広瀬正志　堀内賢雄

パッケージ裏に未記載の声優
水田わさび（ソース元のインターネット記事消失）

## 他機種版
| スタブアイコン | サブスタブ | この項目は、まだ閲覧者の調べものの参照としては役立たない、コンピュータゲームに関連した書きかけの項目です。この項目を加筆・訂正などしてくださる協力者を求めています（P:コンピュータゲーム/PJ:コンピュータゲーム）。 |